# Paradies der flotten Sünder
Pour plus de détails, voir Fiche technique et Distribution.
Paradies der flotten Sünder (en français, Le Paradis des pêcheurs élégants) est un film à sketches allemand réalisé par Géza von Cziffra, August Rieger (de) et Rolf Olsen sorti en 1968.

## Synopsis
Ignaz Hirnbeißer vient dans l'agence de voyages Dolce Vita tenu par son propriétaire Alfonso Jäckele. M. Hirnbeißer veut des vacances seul sans sa femme, mais n'a que 800 marks. M. Jäckele lui conseille de prendre sa voiture (l'épisode Der Führerschein, Le Permis de conduire), d'aller à Vienne (Wohnung zu vermieten, Appartement à louer) ou au Mexique (Happening in Mexiko, Happening au Mexique) et lui affirme que le Salzkammergut est le paradis des pêcheurs élégants (Gedränge unterm Himmelbett, Mêlée sous le lit à baldaquins). Hirnbeißer veut bien aller où sont les "Playgirls", mais il n'a pas posé de congés. Il explique à Jackele qui est nerveux à la fin, que lui-même est également propriétaire d'une agence de voyages.
Der Führerschein
M. Hisel a le cœur à la fête. Ce père de nombreux enfants va passer le permis de conduire pour la 25e fois. Mme Hisel espère qu'il l'aura pour emmener la famille en vacances. Il passe l'épreuve théorique alors qu'il n'avait aucune idée puis va à l'épreuve pratique. M Hisel prend une rue à contre-sens et finit par percuter une pompe à essence. M. Hisel fume et jette le mégot alors que l'essence s'est étalée, cela provoque une explosion. Finalement les Hisel partent en vacances à pieds.
Wohnung zu vermieten
Heinz Haller vit dans un grand appartement à Vienne. Il se rend à une fête et ne rentre pas chez lui le lendemain. Elsa, la gouvernante, doit s'occuper du logement. Peu de temps après que Heinz a disparu, apparaît un ami d'Elsa. Elsa, en fait, se fait passer pour une femme de ménage pour voler chez ses employeurs. Elle fait entrer son complice, mais ils ne trouvent rien. Ils se font passer pour M. et Mme Helga et mettent l'appartement en location à la jeune Helga, qui vivait chez sa tante Grete. Elle donne une caution de dix mille schillings à Elsa. Elle prend un bain au moment où Heinz revient chez lui. Ils s'expliquent en mangeant ensemble au moment où entre la tante Grete. Helga enferme Heinz dans la salle de bains où il trouve le déguisement d'Elsa. Sans plus tarder, il se déguise en femme et se présente à Grete. Elle est si enthousiaste qu'elle présente cette femme de ménage à Helga. Heinz est courtisé par son chauffeur Franz et par le baron. Quand Grete découvre dans le journal comment Elsa vole, elle veut arrêter Heinz. Elle le surprend sans son déguisement et s'évanouit dans la piscine. À la fin, tout le monde tombe à l'eau, Heinz et Helga s'embrassent.
Happening in Meciko
La star de la chanson Nick Dreamer voyage avec son majordome britannique Percy au Mexique, où il va tourner son premier film Happening in Meciko. Le réalisateur Sam Vogel les attend en voiture à l'aéroport. Mais ils se trompent de voiture. Ils se retrouvent dans les mains du criminel José Uraga qui demande une rançon de 200 000 dollars au réalisateur. Vogel n'a pas les moyens de payer, il préfère tenir le rôle de Dreamer lui-même. Peu après, Nick et Percy sont ligotés dans des sacs à bord d'un petit bateau. Uraga veut se débarrasser d'eux en pleine mer. Sa sœur qui surveille les deux otages, libère Nick qui se met à chanter puis l'assomme. Le chanteur, lecteur assidu de dime novel, libère Percy ; ils assomment les sbires d'Uraga puis balance le bandit par-dessus bord. Nick Dreamer et Percy arrivent sur le plateau de tournage avec une demi-journée de retard. Vogel est agacé, mais veut bien donner une seconde chance à Dreamer.
Gedränge unterm Himmelbett
Paul Topper, habitant de Castrop-Rauxel, veut passer ses vacances dans le Salzkammergut. Il veut profiter de la nature pure et se baigne nu dans un lac. Deux enfants volent ses vêtements, il se rend en se cachant les parties intimes avec du feuillage vers une villa d'une fabricante de fromages hollandaise. Dans la salle de bains, il trouve une serviette, dans laquelle il se drape. Soudain il entend des voix et se réfugie sous le lit à baldaquin dans la chambre adjacente. Un peu plus tard, apparaissent Laura et son amant Bobby qui commencent leurs ébats sur le lit au grand dam de Paul. Soudain rentre Lodewig, le mari de Laura. Bobby se cache sous le lit et y rencontre Paul. Mais au-dessus, le couple batifole. Lodewig va dans la salle de bains, Paul et Bobby se cachent derrière le rideau et dans le placard avant de s'échapper. Lodewig est satisfait et va se coucher. Laura demande au chauffeur de Lodewig qui a attendu sous le balcon d'être son prochain amant. Il se jette sur le lit à baldaquin qui se casse sous son poids.

## Fiche technique
- Titre : Paradies der flotten Sünder
- Réalisation : Géza von Cziffra (Der Führerschein), August Rieger (de) (Wohnung zu vermieten) et Rolf Olsen (Happening in Meciko, Gedränge unterm Himmelbett)
- Scénario : Géza von Cziffra, August Rieger et Rolf Olsen
- Musique : Claudius Alzner
- Direction artistique : Fritz Jüptner-Jonstorff, Sepp Rothauer
- Photographie : Sepp Ketterer (de) (1, 2), Siegfried Hold (3), Franz Xaver Lederle (de) (4)
- Montage : Arnfried Heyne
- Production : Karl Spiehs
- Sociétés de production : Lisa Film
- Société de distribution : Constantin Film
- Pays d'origine :  Allemagne de l'Ouest
- Langue : allemand
- Format : Couleur - 1,66:1 - Mono - 35 mm
- Genre : Comédie
- Durée : 84 minutes
- Dates de sortie :
  - Allemagne de l'Ouest : 19 avril 1968.
  - France : 19 février 1969[1].

## Distribution
- Willy Millowitsch : Alfonso Jäckele
- Paul Löwinger : Ignaz Hirnbeißer

Der Führerschein
- Herbert Hisel : M. Hisel
- Erna Schickl-Wegrostek : Mme Hisel
- Georg Corten: L'examinateur

Wohnung zu vermieten
- Hans-Jürgen Bäumler : Heinz Haller
- Angelica Ott : Helga
- Edith Hancke : Tante Grete
- Raoul Retzer : Chauffeur Franz
- Otto Ambros : Le baron
- Ljuba Welitsch : La baronne
- Inge Marschall : Elsa
- Ossy Kolmann : L'ami d'Elsa

Happening in Meciko
- Roy Black : Nick Dreamer
- Ralf Wolter : Percy
- Christiane Rücker : Dolores
- Rolf Olsen : Sam Vogel
- Erik Schumann : José Uraga

Gedränge unterm Himmelbett
- Gunther Philipp : Paul Topper
- Peter Weck : Bobby
- Ann Smyrner : Laura
- Lou van Burg : Lodewig

## Source de traduction
- (de) Cet article est partiellement ou en totalité issu de l’article de Wikipédia en allemand intitulé « Paradies der flotten Sünder » (voir la liste des auteurs).